# Bob Rummage
Robert „Bob“ Rummage (* um 1960) ist ein US-amerikanischer Jazzmusiker (Schlagzeug) des Modern Jazz.

## Leben und Wirken
Rummage besuchte die Daviess County High School und studierte anschließend Jazz Performance an der University of Kentucky und an der DePaul University. Ab den 1980e-Jahren arbeitete er in der Jazzszene Chicagos u. a. mit Frank Caruso, Rob Parton’s Jazz Tech Big Band, dem Mark Colby Quartet, Mike Smith Quintet und Howard Levy. Des Weiteren trat er mit Jazzgrößen wie Dizzy Gillespie, Nat Adderley, Benny Golson, Buddy DeFranco und Béla Fleck auf.  Er leitete Workshops an Highschools und Colleges wie an der University of Illinois, University of Kentucky, Emporia State, University of Wisconsin-Whitewater und im Music for All Camp an dr Illinois State University. Er unterrichtet Perkussion am Elmhurst College. Im Bereich des Jazz war er zwischen 1984 und 2014 an 39 Aufnahmesessions beteiligt, u. a. mit Frank Mantooth, Steve Weist, Von Freeman, Brad Goode, Miles Osland, Bob Lark, der Tom Matta Big Band sowie mit Clark Terry, Frank Wess & Depaul University Jazz Ensemble. Rummage lebt mit seiner Familie in Elmhurst, Illinois.